# (9357) Venezuela
(9357) Venezuela est un astéroïde de la ceinture principale.

## Description
(9357) Venezuela est un astéroïde de la ceinture principale. Il fut découvert le 11 janvier 1992 à Mérida par Orlando A. Naranjo Villarroel. Il présente une orbite caractérisée par un demi-grand axe de 2,90 UA, une excentricité de 0,08 et une inclinaison de 1,0° par rapport à l'écliptique.

## Compléments